# 1170년

## 연호
- 남송(南宋) 건도(乾道) 6년
- 금(金) 대정(大定) 10년
- 일본(日本) 가오(嘉応) 2년
- 서하(西夏) 건우(乾祐) 원년
- 리 왕조(李朝) 찐롱바오응(正隆寶應) 8년

## 기년
- 남송(南宋) 효종(孝宗) 8년
- 금(金) 세종(世宗) 10년
- 고려(高麗) 의종(毅宗) 24년 / 명종(明宗) 원년
- 서하(西夏) 인종(仁宗) 31년
- 리 왕조(李朝) 영종(英宗) 33년

## 사건
- 10월 11일 - 고려에서 무신들이 난을 일으키다.(무신정변)
- 의종, 왕의 자리에서 쫓겨나 거제도로 귀앙 감. 그의 나이는 44세.
- 의종의 동생 익양공 호가 39세의 나이로 왕위에 오름. 고려 19대 국왕 명종.

## 사망
- 고려(高麗)의 환관(宦官) 왕광취(王光就)
- 토머스 베켓 피살